# Gelatopoiidion conjungens
Gelatopoiidion conjungens är en insektsart som beskrevs av Zacher 1909. Gelatopoiidion conjungens ingår i släktet Gelatopoiidion och familjen vårtbitare. Inga underarter finns listade i Catalogue of Life.